# Indywidualny Puchar Polski na Żużlu 1986
Indywidualny Puchar Polski na Żużlu 1986 – zawody żużlowe.
Wojciech Żabiałowicz wygrał pierwszy historyczny turniej w Tarnowie. Kolejne miejsce zajęli Andrzej Huszcza i Janusz Stachyra.

## Wyniki
- Tarnów, 27 kwietnia 1986
- Sędzia: Roman Siwiak

| Msc. | Zawodnik                  | Klub                  | Pkt |             |  |
| ---- | ------------------------- | --------------------- | --- | ----------- |  |
| 1    | (13) Wojciech Żabiałowicz | Apator Toruń          | 15  | (3,3,3,3,3) |  |
| 2    | (7) Andrzej Huszcza       | Falubaz Zielona Góra  | 14  | (3,3,2,3,3) |  |
| 3    | (1) Janusz Stachyra       | Stal Rzeszów          | 13  | (3,2,3,2,3) |  |
| 4    | (2) Wojciech Załuski      | Kolejarz Opole        | 10  | (1,2,3,2,2) |  |
| 5    | (15) Jerzy Rembas         | Stal Gorzów Wlkp.     | 10  | (2,1,2,3,2) |  |
| 6    | (10) Roman Jankowski      | Unia Leszno           | 9   | (3,3,0,2,1) |  |
| 7    | (16) Jerzy Kochman        | Śląsk Świętochłowice  | 9   | (1,3,1,3,1) |  |
| 8    | (9) Janusz Łukasik        | Motor Lublin          | 7   | (2,1,3,1,0) |  |
| 9    | (3) Bolesław Proch        | Polonia Bydgoszcz     | 7   | (2,2,d,1,2) |  |
| 10   | (6) Leon Kujawski         | Start Gniezno         | 7   | (1,1,2,2,1) |  |
| 11   | (4) Piotr Pyszny          | ROW Rybnik            | 6   | (d,2,1,d,3) |  |
| 12   | (8) Mirosław Berliński    | Wybrzeże Gdańsk       | 6   | (2,1,2,1,0) |  |
| 13   | (11) Jacek Brucheiser     | Ostrovia Ostrów Wlkp. | 2   | (0,0,0,0,2) |  |
| 14   | (5) Marian Wardzała       | Unia Tarnów           | 2   | (0,0,1,0,1) |  |
| 15   | (14) Marek Cieślak        | Włókniarz Częstochowa | 1   | (0,0,1,d,0) |  |
| 16   | (12) brak zawodnika       |                       |     |             |  |
|      | rez. Bernard Jąder        | Unia Tarnów           | 2   | (1,0,0,1,0) |  |
|      | rez. Henryk Jasek         | Unia Tarnów           | ns  |             |  |
|      | rez. Sławomir Tronina     | Unia Tarnów           | ns  |             |  |